# Maria van Antwerpen
Maria van Antwerpen (1719-1781) est un soldat hollandais et un travesti. Pour certains historiens néerlandais, ce travestissement serait une manifestation de transidentité.  Elle fait l'objet d'une biographie, De Bredasche Heldinne (l'héroïne de Breda), publiée de son vivant.

## Biographie
Maria van Antwerpen est baptisée à Breda le 17 janvier 1719.  Fille de Jan van Antwerpen, un distillateur de brandy, et de Johanna de Swart, elle est la septième d'une fratrie de 9 enfants.  Son père connaît des difficultés financières et devient travailleur portuaire. À 8 ans, elle est placée chez une tante et devient orpheline à 12 ans. Victime de maltraitance, elle quitte sa tante  et, à treize ans, commence à travailler comme servante pour une série d'employeurs dont la famille du bourgmestre de Breda, Andries De Bons, qu'elle quitte après une querelle avec une servante, et la famille du peintre Johannes Antiquus (en), peintre de la cour du Prince d'Orange.  
En 1746, elle s'installe à Wageninge où elle a suivi la famille du lieutenant Keizer, de l'armée d’État.  Elle perd sa place en décembre pour avoir séjourné à Breda, lors d'une visite à sa famille, plus longtemps qu'il n'était convenu, du fait d'intempéries.
Ne trouvant pas d'emploi comme servante dans la Gueldre au cours de l'hiver, après mures réflexions, elle décide de se vêtir en homme et de s'engager comme soldat.  Cette décision est aussi motivée par son patriotisme et elle explique : « Le pays se trouvait dans des circonstances où il avait besoin de gens de guerre de sorte qu'il se présentait à moi une bonne occasion de montrer mon amour pour la patrie et je peux témoigner en vérité que mon humeur virile m'avait aussi fait désirer de regarder l’ennemi dans les yeux » .   
Prétendant être tailleur et se nommer Jan van Ant , elle s'enrôle dans l'armée où elle sert comme grenadier dans la compagnie du capitaine Trip, dans le régiment du lieutenant-général Veldman.  Elle est successivement en garnison à Sluis, Bois-le-Duc, Groningue, Boertange, Coevorden, Bad Nieuweschans, Sluis et Breda.  En 1747, elle est présente lors de combats aux alentours des villes d'Axel, Goes et Krabbendijke.      
Le 21 août 1748 à Coevorden,  elle épouse la fille d'un sergent, Johanna Cramers.  Elle parvient à dissimuler son genre de naissance à son épouse en employant de nombreux prétextes pour éviter toute relation intime.  En garnison à Breda en 1751, elle est dénoncée comme étant de genre féminin par un membre d'une famille au service de laquelle elle avait travaillé et est arrêtée.   
Pendant son incarcération, elle rencontre l'écrivain Franciscus Lievens Kersteman (1728-après 1792), alors soldat et détenu pour avoir escroqué un joaillier de La Haye, à qui elle raconte son histoire.  Celui-ci va la rédiger sur le modèle du roman picaresque et la publier sous le titre « De Bredasche Heldinne » (l'héroïne de Breda).  L'ouvrage, paru en 1751, constitue aujourd'hui une des principales sources de renseignements sur la première partie de la vie de Maria Van Antwerpen. 
Jugée par un conseil de guerre pour tromperie et mariage illégal, elle est condamnée à l'exil de toutes les villes de garnison.  L'annonce publique de la sentence attire une foule de  spectateurs et des centaines de personnes la suivent lorsqu'elle est expulsée de Breda. 
Elle s'installe à Gouda, où habite un de ses frères.  Elle s'y lie d'amitié avec une autre femme, Jansje van Oyen, une nièce de son hôtesse, et part avec elle  à Rotterdam.  Elle y travaille comme couturière.  Gagnant difficilement sa vie et ne pouvant subvenir aux besoins de Van Oyen, elle retourne à Gouda trois ans et demi plus tard pour la remettre à sa tante. 
Elle rencontre ensuite Cornelia Swartsenberg.  En 1761, à l'incitation de cette dernière, elle rejoint à nouveau l'armée sous le nom de Machiel van Handtwerpen et intègre le bataillon du général Kinschot.  Elle quitte le service quelques mois après à la suite d'un désaccord sur la durée de son engagement.
Le 9 août 1762 à Zwolle,  elle épouse Swartsenberg, alors enceinte (l'enfant sera mort-né) pour lui permettre de sauver les apparences.  Contrairement à Johanna Cramers, Swartsenberg sait que Van Antwerpen est une femme. À partir de ce mariage et jusqu'à son arrestation en 1769, Maria van Antwerpen assume constamment une identité masculine.       
En 1764, les deux femmes s'installent à Amsterdam, dans le quartier du Jordaan et vivent comme couturières ou en vendant des rubans orange et  des objets usagers. Swartsenberg est à nouveau enceinte des suites d'un viol.  En novembre, elle met au monde un enfant, Willibrord, qui ne vit que quelques semaines.  Lors du baptême de l'enfant, Maria van Antwerpen se présente comme son père.     
En 1766, Maria van Antwerpen entre pour la troisième fois dans l'armée et rejoint la garnison d'Amsterdam, sous les ordres du capitaine Ruysch.  Elle en est exclue dix-sept mois plus tard en raison de son caractère querelleur.  
En janvier 1769, lors d'un voyage à Gouda en compagnie de Swartsenberg pour visiter de vieilles connaissances, Maria van Antwerpen est reconnue dans une auberge.  L'affaire dégénère en échange de menaces et d'insultes, menant à son incarcération, tandis que Swartsenberg prend la fuite.  Après 6 auditions, le tribunal échevinal de Gouda la condamne pour travestissement à une peine de bannissement.  Les auditions de Gouda forment la seconde source d'information sur sa vie.
Après cette condamnation, plus rien n'est connu de la vie de Maria van Antwerpen jusqu'en 1781, lorsqu'elle décède dans la pauvreté à Breda, à l'âge de 62 ans.

## Contexte
Aux XVIIe et XVIIIe siècles, le travestissement des femmes, principalement pour des raisons économiques, est un phénomène récurrent aux Pays-Bas où on en recense environ 120 occurrences.  Ce thème est très présent dans la culture populaire de l'époque et il circule plusieurs livres, gravures et chansons à ce sujet. Maria van Antwerpen aurait ainsi été inspirée par les exemples survenus dans les décennies précédentes à Breda.  Les historiens Néerlandais Dekker et van de Pol évoquent la pirate Mary Read, qui aurait tenu une auberge à Breda, et Elisabeth Sommuruel, aussi de Breda, qui aurait perçu une pension du Stadhouter Guillaume III  mais elles ne sont pas mentionnées dans De Bredasche Heldinne.
Parmi les nombreuses femmes néerlandaises assumant une identité masculine dans les décennies précédentes, on peut en retenir deux dont les vies présentent des similitudes avec celle de Maria Van Antwerpen.  L'une (l'un), Maeijken Joosten (?-1606) abandonna son mariage pour séduire Bertelmina Wale en parvenant à la convaincre qu'elle était un homme et se fiança avec elle.  L'autre, Barbara Adriaens (1611-1636) s'enrôla comme soldat et se maria à deux reprises avec des femmes, parvenant à convaincre la première, Hilletje Jans, qu'elle était un homme puis, bannie d'Amsterdam, épousant à Groeninge une autre femme, Alke Peter, toujours en assumant une identité masculine.

## Transidentité
Selon les historiens Rudolf Dekker et Lotte van de Pol, Maria van Antwerpen pourrait être une personne transgenre. Ils fondent cette hypothèse sur plusieurs éléments :  
Le caractère chronique de son travestissement : pour eux, celui-ci n'est pas le résultat d'une orientation sexuelle et ils écartent l'explication de l'homosexualité car à cette époque aux Pays-Bas, les femmes se mariaient très tard et devaient subvenir elles-mêmes à leurs besoins pendant plusieurs années.  Il était courant que des femmes vivent ensemble et le travestissement n'était pas nécessaire pour dissimuler une relation intime.  Ils considèrent ce travestissement comme « la conséquence de son désir d'être un homme, (...) un désir (...) qui semble avoir été profondément enraciné ».
Ses déclarations pendant les auditions de 1769, lorsqu’on lui demande si elle est un homme où une femme.  Elle répond être « par nature un homme, en apparence une femme » .  Concernant son travestissement de 1747, elle déclare qu'elle « ne se trouvait pas comme une autre femme, et c'est pourquoi il valait mieux qu'elle se déplace en vêtements d'homme ». Dekker et van de Pol relèvent encore que De Bredasche Heldinne, elle semble peu satisfaite d'avoir un corps de femme : « Cela m'a souvent attristée, que Dame Nature m'ait si impitoyablement traitée contre mes penchants et mes transports » ,.
Ils relèvent que Maria van Antwerpen semble avoir été à l'aise tant dans un rôle de père que de soutien de famille.  Dans sa tenue vestimentaire, elle ne se contentait pas de projeter une apparence masculine extérieure mais portait également des sous-vêtements masculins, affirmant qu'elle est « aussi allée en vêtements d'homme par-dessous »,. 
Dekker et van de Pol remarquent enfin que durant les deux premières auditions, son caractère masculin est si convaincant que les échevins parlent d'elle au masculin et continuent de la genrer au masculin, en utilisant des pronoms « il » et « lui » et en la désignant par Machiel son prénom masculin .

### Abréviations
DBH : L'ouvrage de références pour la rédaction de cet article est la réédition de 1988 de "De Bredasche Heldinne" par Dekker, Johannes et van de Pol, (voir bibliographie).
- DBH, inleiding : Introduction de Dekker et van de Pol.
- DBH, Kersteman : Livre original.
- DBH, V-Gouda : Auditions du tribunal Echevinal de Gouda, date et numéro de question.

MAV-TGR : Rudolf Dekker, L.M.J van de Pol, Maria van Antwerpen, een transseksuele vrouw uit de Achttiende eeuw ? Documentatieblad werkgroep Achttiende eeuw.  Jaargang 1985 (voir bibliographie).